# Неформальна логіка

Види (термінологія) аргументів, які використовуються в логіці

Неформальна логіка охоплює принципи логічного мислення та аргументації поза формальним середовищем (що характеризується використанням конкретних тверджень ). Однак точне визначення «неформальної логіки» є предметом певних суперечок.  Ральф Г. Джонсон і Дж. Ентоні Блер визначають неформальну логіку як «галузь логіки, завданням якої є розробка неформальних стандартів, критеріїв, процедур для аналізу, інтерпретації, оцінки, критики та побудови аргументації».  Це визначення відображає те, що мало місце в їхній практиці та те, що робили інші у своїх неформальних логічних текстах.
Неформальна логіка пов'язана з неформальними помилками , критичним мисленням, рухом навичок мислення  та міждисциплінарним дослідженням, відомим як теорія аргументації. Франс Х. ван Емерен пише, що термін «неформальна логіка» охоплює «набір нормативних підходів до вивчення міркувань природною мовою, які залишаються ближчими до практики аргументації, ніж до формальної логіки».
Так наприклад неформальна логіка може використовуватися для аналізу, оцінки та покращення неформальних суджень, що є складовою частиною міжособової комунікації, реклами, політичних дебатів, правової аргументації, газетних статей, тощо. Значною мірою, її розвиток був мотивований бажанням розробити інструмент доступний широкому загалу, та здатний підняти рівень публічної інформованості, дискусії та диспуту.

## Історія
Неформальна логіка виникла приблизно в 1960-1970-х роках, як підгалузь філософії. Назві галузі передувала поява ряду підручників, які відкидали символічний(формальний) підхід до логіки з педагогічних міркувань, як невідповідний і некорисний для використання у вступних підручниках з логіки для широких мас. Одним з таких підручників був «Логіка і сучасна риторика: використання розуму в повсякденному житті» Говарда Кагане, вперше опублікований у 1971 році. Підручник Кагане був описаний у повідомленні про смерть його автора у «Працях та зверненнях Американської філософської асоціації» (2002), як «текст у неформальній логіці, який мав на меті дати студентам змогу впоратися з оманливою риторикою, яку часто можна знайти в засобах масової інформації та в політичний дискурсах. Він був організований навколо обговорення помилок і мав на меті стати практичним інструментом для вирішення проблем повсякденного життя. Він мав чимало видань і досі друкується, і тисячі студентів, які пройшли курси, в яких він був використаний, можуть подякувати Говарду за їхню здатність аналізувати аргументи та уникати обману, брехливої риторики. Він намагався втілити в життя ідеал дискурсу, спрямованого на істину, а не просто на переконання. (Хаусманн та інші. 2002)»  Іншими підручниками тієї епохи, де застосовувався цей підхід, були «Обгрунтування» Майкла Скрівена (Edgepress, 1976) і «Логічний самозахист» Ральфа Джонсона та Дж. Ентоні Блера, вперше опублікований у 1977. Ранніми зразками цих ідей можна вважати «Практичну логіку» Монро Бердслі (1950)  і «Використання аргументу» Стівена Тулміна (1958).
Ймовірно, ця галузь остаточно вкорінила свою назву на Першому міжнародному симпозіумі з неформальної логіки в 1978 році. Незважаючи на те, що спочатку вона була мотивована новим педагогічним підходом до підручників з логіки для студентів, сфера діяльності в основному була визначена списком із 13 проблем і аспектів. які Блер і Джонсон включили, як додаток до свого основного виступу на цьому симпозіумі:
- теорія логічної критики
- теорія аргументу
- теорія помилковості
- підхід теорії хиб проти підходу критичного мислення
- життєздатність індуктивно-дедуктивної дихотомії
- етика аргументації та логічної критики
- проблема припущень і відсутніх передумов
- проблема контексту
- методи вилучення аргументів із контексту
- методи представлення аргументів
- проблема педагогіки
- природа, поділ і сфера застосування неформальної логіки
- зв'язок неформальної логіки з іншими методами аналізу та уточнення інформації

Девід Хічкок стверджує, що назва поля була невдалою, і що філософія аргументації була б більш доречною. Він стверджує, що студенти бакалаврату в Північній Америці вивчають неформальну логіку більше, ніж будь-яку іншу галузь філософії, але станом на 2003 рік неформальну логіку (або філософію аргументації) так і не визнано Всесвітнім конгресом філософії, як окрему підгалузь. Франс Х. ван Емерен писав, що «неформальна логіка» — це в основному підхід до аргументації, висунутий групою американських і канадських філософів і значною мірою заснований на попередніх роботах Стівена Тулміна і меншою мірою на роботах Хаїма Перельмана.
Поряд із симпозіумами, з 1983 року журнал Informal Logic був публікацією звітів у галузі, з Блером і Джонсоном як першими редакторами, а редакційна колегія тепер включає двох інших колег з Віндзорського університету — Крістофера Тіндейла та Ганса В. Хансена. Інші журнали, які регулярно публікують статті з неформальної логіки, включають «Argumentation» (заснований у 1986 році), «Philosophy and Rhetoric», «Argumentation and Advocacy» (журнал Американської асоціації судових експертів ) і «Inquiry: Critical Thinking Across the Disciplines» (заснований у 1988 році).

## Використання теорії хиб
Ранні праці з неформальної логіки переважно аналізували неформальні судження в термінах логічних хиб. Хоча значна кількість дослідників продовжує зосереджуватись на хибах та правильному розумінні конкретних хиб, подальший розвиток галузі має тенденцію приділяти менше уваги цим дослідженням. Наприклад, дослідники що використовують теорію комунікації, розглядають хиби як відхилення від неявних правил що визначають різноманітні типи діалогу, та використовують підхід до логіки де саме ці неявні норми, а не хиби, є основою навчання правильної аргументації. Інші дослідники критикують використання хиб для навчання аргументування оскільки вони є недостатньо точним інструментом, та наголошують на некоректній аргументації замість навчання правильному судженню. Дехто з них порівнює такий підхід із навчанням тенісу коли тренер би показував та класифікував усі можливі помилки супротивника та навчав з ними справлятись, замість того щоб вчити правильно грати. Що додає труднощів до цього підходу, це значна кількість обставин які роблять використання хиб в дискусії допустимим, див. наприклад ad hominem.
Більшість неформальних логіків дотримуються думки, що викладання теорії хиб усе ще має педагогічну та теоретичну цінність, однак труднощі із їх використанням для аналізу аргументів демонструють, що теорії неформальної логіки повинні зосереджуватись на навчанні форм правильного судження (прийнятності припущень, їх відповідності, і т. д.).

## Критика
Деякі дотримуються думки, що неформальна логіка не є розділом або субдисципліною логіки, або навіть думки, що не може бути такого поняття, як неформальна логіка. Мессі критикує неформальну логіку на тій підставі, що вона не має жодної теорії, яка б її підкріплювала. Неформальна логіка, каже він, вимагає детальних класифікаційних схем для її організації, що в інших дисциплінах забезпечується базовою теорією. Він стверджує, що немає іншого методу встановлення недійсності аргументу, окрім формального методу, і що вивчення помилок може представляти більший інтерес для інших дисциплін, таких як психологія, ніж для філософії та логіки.

## Відношення до критичного мислення
З 1980-х років неформальна логіка була партнером і навіть ототожнюється в умах багатьох із критичним мисленням. Точне визначення критичного мислення, як і неформальної логіки є предметом багатьох суперечок. Критичне мислення, за визначенням Джонсона, — це оцінка інтелектуального продукту (аргументу, пояснення, теорії) з точки зору його сильних і слабких сторін. У той час як критичне мислення включатиме оцінку аргументів і, отже, вимагатиме навичок аргументації, включаючи неформальну логіку, критичне мислення вимагає додаткових здібностей, не забезпечених неформальною логікою, як наприклад здатність здобувати інформацію та уточнювати значення. Також багато хто вважає, що для критичного мислення потрібні певні передумови. У такому розумінні критичне мислення є широким терміном для підходу та навичок, які беруть участь у аналізі та оцінці аргументів. Рух критичного мислення пропагує критичне мислення, як освітній ідеал. У Північній Америці рух виник із великою силою у 1980-х роках, як частина триваючої критики системи освіти щодо того, що навичкам мислення не навчають.

## Відношення до теорії аргументації
Соціальну, комунікативну практику аргументації можна і потрібно відрізняти від імплікації (або втілення ) — відношення між твердженнями, і від заключення висновків — розумової діяльності, яка зазвичай розглядається, як виведення висновку з передумов. Таким чином, неформальну логіку можна назвати логікою аргументації, що відмінна від імплікації та висновку.
Теорія аргументації є міждисциплінарною в тому сенсі, що жодна дисципліна не зможе надати всього потрібного спектру інформації. Повна оцінка аргументації вимагає розуміння логіки (як формальної, так і неформальної), риторики, теорії комунікації, лінгвістики, психології та, дедалі частіше, інформатики. З 1970-х років існує значна згода щодо того, що існують три основні підходи до теорії аргументації: логічний, риторичний і діалектичний. За Венцелем, логічний підхід має справу з результатом, діалектичний — з процесом, а риторичний — з процедурою. Таким чином, неформальна логіка —  одна з частин цього аналізу, пов’язана з нормами аргументації.

## Стосунок до риторики
До певної міри, зусилля неформальної логіки щодо ідентифікації загальних принципів правильного судження та визначення позитивної схеми аргументації збігаються із неявним підходом прийнятим у класичній формальній логіці. Остання наголошує на загальних критеріях хорошої аргументації (чинність, правильність) та дедуктивній схемі виводу що зазвичай викладається у вигляді формальних правил виводу, таких як modus ponens, подвійне заперечення, modus tollens, тощо. Незважаючи на таку подібність, неформальна логіка відрізняється ширшим розумінням аргументу, що виходить за традиційні межі чисто логічного розгляду. Класична логіка твердить, що хороший аргумент це правильний аргумент, тобто чинний вивід із вірними вихідними припущеннями. Хоча така концепція хорошого аргументу є зручною при моделюванні багатьох типів аргументації, її покладання на істинні вихідні припущення є непридатним у багатьох неформальних ситуаціях які часто характеризуються наявністю гіпотетичних чи нечітких припущень, незгодою щодо того що є істинним чи хибним, наявністю етичних чи естетичних тверджень що не можуть бути категоризовані як істинні чи хибні. В таких ситуаціях, сторона що сподівається переконати аудиторію прийняти певну точку зору, мусить приділяти увагу ставленню аудиторії. Навіть якщо істинні, вихідні припущення що відкидаються аудиторією не дозволять переконати її у істинності висновку. Деякі із напрямків неформальної логіки включають підхід, що оцінюють аргументацію з точки зору аудиторії, та є продовженням традиції риторики Арістотеля.

## Нові дослідження
Перше, що заслуговує на особливий коментар, це спроба розробити методи що могли б бути застосовані до ситуацій окрім тих що ними переймається традиційна логіка. Наприклад, один із напрямів дослідження пропонує концепцію «інтегрального» («погоджуючого») аргументу (coalescent argument), що являє собою сукупність ставлень, переконань, почуттів та інтуїцій що характеризують сперечальника, та застосовується до ситуацій поза межами вербальної аргументації. Відповідно до цієї концепції, аргументативний обмін має на меті ідентифікувати спільні точки різних (та часто таких, що дотримуються протилежних думок) сторін, таким чином погоджуючи їх точки зору. Це досягається використанням форм аргументації що із необхідністю є радше емоційними, інтуїтивними чи фізичними, а не логічними, наприклад, обійми, нещасний погляд чи сльози вважаються формою аргументації.
Інша спроба охопити сферу невербальної аргументації, це дослідження у галузі візуальної аргументації, що прагнуть скористатися у схожий спосіб методами що використовується для розуміння та оцінки вербальних аргументів для оцінки та розуміння того що робить візуальне повідомлення переконливим. Ці дослідження дозволяють припустити, що багато зображень функціонують як засоби вираження припущень та виводів що їх можна зрозуміти та оцінити як візуальні аргументи. Візуальна аргументація такого типу має тенденцію ставати стандартним засобом в арсеналі сучасної комерційної та політичної реклами. Теоретичні дебати точаться щодо того, чи можливо коректно зрозуміти візуальне повідомлення, розглядаючи його як візуальний аналог пропозиції, «перекодувати» його вербальною конструкцією, що підлягатиме розбору методами логіки.
Третій напрям розвитку неформальної логіки вартий згадки, це спроби розширити застосування неформальної логіки використовуючи розроблені нею теоретичні моделі як основу обчислювальних моделей у дослідженнях що моделюють процеси людського судження.

## Українські дослідники неформальної логіки
Неформальну логіку досліджували й українські вчені філософи і логіки. Так наприклад можна виділити Поповича М. В. з його монографіями «Логіка і наукове пізнання» (1971) та «Філософські питання семантики» (1975), у яких аналізуються якісні зміни в науці 20-го століття, становлення нових вербальних засобів і категоріальних форм наукового мислення. Значна увага приділяється семантиці наукових теорій, їх тверджень, співвідношенню «мови спостереження» з теоретичною мовою, а також зв'язку між абстракцією та об'єктом.
Також варто неодмінно згадати Анатолія Теміргалійовича Ішмуратова з його працями: «Логические теории временных контекстов (временная логика)»(1981), «Логический анализ практических рассуждений»(1987), «Вступ до філософської логіки»(1997). В цих працях Ішмуратов А. Т. аналізував та досліджував можливості застосування неформальних підходів до логічного аналізу неформальних логічних тверджень, в тому числі статистичних даних, графіків, та інших вербальних і не тільки неформальних методів логічного висловлювання.
Також достатній вклад у вивчення цієї теми зробив Сергій Борисович Кримський зі своїми монографіями «Раціональність в науці та культурі» (1989) та «Запити філософських смислів» (2003). У них раціональність постає не як суха й абстрактна річ, а як закорінена в практичному житті людини. Хоча автор досліджує процеси організації на основі розумних рішень, вивчає проблему вибору, можливості та альтернативи, простежуємо концептуальний устрій і типологію раціональності; неабияку увагу він приділяє також і нераціональному, стихійному чи деструктивному в їхньому відношенні до раціонального.
Серед іншого можна згадати внески І. В. Хоменко, В. О. Бочарова, Ю. В. Івлєва та інших.

### Журнали
Випуск журналу 20(2) of Informal Logic у відкритому доступі з 2000 року містить у собі декілька статей, про фундаментальні проблеми, що беруть за основу конференцію на тему неформальної логіки, що відбулася 1998року на Світовому Конгресі Філософії (World Congress of Philosophy), включаючи:
- Hitchcock, D. (2000) The significance of informal logic for philosophy. Informal Logic 20(2), 129–138.
- Johnson, R. H. & Blair, J. A. (2000). Informal logic: An overview. Informal Logic 20(2): 93–99.
- Woods, J. (2000). How Philosophical is Informal Logic? Informal Logic 20(2): 139–167. 2000

### Підручники
- Kahane, H.[en] (1971). Logic and contemporary rhetoric: The use of reasoning in everyday life. Belmont: Wadsworth. Still in print as Nancy Cavender; Howard Kahane (2009). Logic and Contemporary Rhetoric: The Use of Reason in Everyday Life (вид. 11th). Cengage Learning. ISBN 978-0-495-80411-6.
- Scriven, Michael (1976). Reasoning. New York: McGraw-Hill. ISBN 978-0-07-055882-3.
- Johnson, R. H.[en] & Blair, J. A. (1977). Logical self-defense. Toronto: McGraw-Hill Ryerson. US Edition. (2006). New York: Idebate Press.
- Fogelin, R.J.[en] (1978). Understanding arguments: An introduction to informal logic. New York: Harcourt, Brace, Jovanovich. Still in print as Sinnott-Armstrong, Walter; Fogelin, Robert (2010), Understanding Arguments: An Introduction to Informal Logic (вид. 8th), Belmont, California: Wadsworth Cengage Learning, ISBN 978-0-495-60395-5
- Stephen N. Thomas (1997). Practical reasoning in natural language (вид. 4th). Prentice Hall. ISBN 978-0-13-678269-8.
- Irving M. Copi; Keith Burgess-Jackson (1996). Informal logic (вид. 3rd). Prentice Hall. ISBN 978-0-13-229048-7.
- Woods, John; Irvine, Andrew; Walton, Douglas N. (2004). Argument: Critical Thinking, Logic and the Fallacies (англ.). Toronto: Pearson/Prentice Hall. ISBN 978-0-13-039938-0.
- Groarke, Leo (2004). Good reasoning matters! : a constructive approach to critical thinking (вид. 3rd). Toronto: Oxford University Press. ISBN 978-0-19-541904-7.
- Douglas N. Walton (2008). Informal logic: a pragmatic approach (вид. 2nd). Cambridge University Press. ISBN 978-0-521-71380-1.
- Trudy Govier (2009). A Practical Study of Argument (вид. 7th). Cengage Learning. ISBN 978-0-495-60340-5.